# Тривалий іспит
«Тривалий іспит» («Затянувшийся экзамен») — радянський художній фільм 1986 року, знятий режисером Володимиром Шамшуріним на кіностудії «Мосфільм».

## Сюжет
Райком партії висуває на посаду голови колгоспу директора сільської школи Климова, основною турботою якого була підготовка учнів до вступу до вишів. Раніше його не турбувало те, що молодь не поверталася. І тепер, з позиції нової посади, Климов інакше має поглянути на проблему виховання майбутніх фахівців, необхідних колгоспу.

## У ролях
- Юрій Гребенщиков — Віктор Іванович, голова колгоспу
- Ніна Дробишева — Ніна Миколаївна, дружина голови колгоспу
- Олена Самсонова — Наталя, дочка голови колгоспу
- Лев Борисов — «Фунтик», бульдозерист, батько Свєти та Ліди
- Михайло Брилкін — Савелій Прокопович, пасічник
- Валентина Березуцька — Клавдія Кузьмівна, доярка, дружина «Фунтика»
- Володимир Зайцев — Юра, виконроб
- Юрій Гусєв — Геннадій Петрович, секретар райкому
- Віктор Шульгін — Старосєльцев, голова передового колгоспу
- Земфіра Галімулліна — Світлана, однокласниця Наташі, абітурієнтка театрального
- Тетяна Агафонова — гостя на весіллі
- Римма Маркова — Варвара Петрівна, вчителька
- Микола Сморчков — Єгор Тимофійович, директор школи
- Інна Виходцева — Ганна Зосимівна, доярка
- Людмила Купіна — доярка
- Клавдія Хабарова — доярка
- Володимир Ферапонтов — Шабашник
- Валеріан Виноградов — колгоспник
- Володимир Гуляєв — Герман Миколайович, член райкому
- Роман Хомятов — Роман Борисович, член райкому
- Надія Матушкіна — мати
- В. Григор'єв — батько
- Н. Громова — Ліда, дочка Клавдії
- Є. Блінова — Таня, дочка Клавдії
- Анатолій Голік — капітан міліції
- М. Горський — епізод
- Петро Кононихін — колгоспник, сват
- А. Гусєв — епізод
- Михайло Прудовський — епізод
- Наталія Ченчик — гостя
- Григорій Маліков — гість
- Герман Полосков — друг Віктора
- Володимир Скляров — друг Віктора
- Юрій Захаренков — друг Віктора
- Юрій Мартинов — вчитель
- Олена Фетисенко — екскурсовод
- Володимир Капустін — член райкому

## Знімальна група
- Режисер — Володимир Шамшурін
- Сценарист — Анатолій Кудрявцев
- Оператор — Борис Брожевський
- Композитор — Євген Дога
- Художник — Ірина Шляпнікова